# Esmeralda Ruspoli
Esmeralda Ruspoli (Roma, 24 giugno 1928 – Lipari, isola di Panarea, 1º settembre 1988) è stata un'attrice e pittrice italiana.

## Biografia
Nata a Roma nel 1928, discendente di un'antica e nobile famiglia romana, figlia del principe Carlo Maurizio Ruspoli di Poggio Suasa e Marina Volpi di Misurata (figlia a sua volta del conte Giuseppe Volpi di Misurata), consegue nel 1951 il diploma in recitazione presso l'Accademia Nazionale d'Arte Drammatica, seguendo le lezioni di Orazio Costa Giovangigli e Wanda Capodaglio, e inizia a recitare in teatro.
Michelangelo Antonioni la sceglie nel 1959 per la parte di Patrizia nel film L'avventura, dando il via a una discontinua carriera nel mondo del cinema, in cui sarà presente sino al 1987 con 14 film girati.
Lavora parallelamente anche in programmi culturali e di prosa, sia in commedie che negli sceneggiati della Rai.
Alla carriera di attrice ha sempre affiancato, fin dagli anni cinquanta, quella di artista del collage esponendo in Italia e all'estero conosciuta semplicemente come Esmeralda.
È stata sposata con l'attore Giancarlo Sbragia dal quale ha avuto tre figli: Mattia Sbragia, che continuerà l'attività dei genitori, Viola e Ottavio.
Muore a Panarea nel 1988 a causa di un aneurisma cerebrale.

## Filmografia

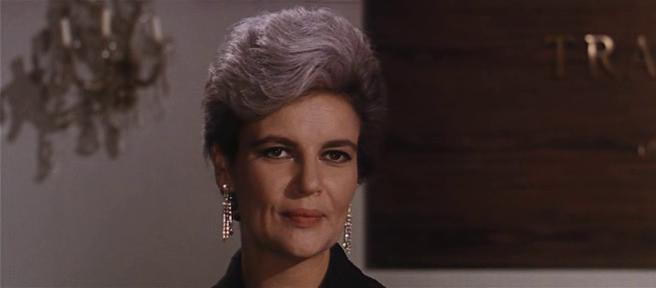
Esmeralda Ruspoli in Kriminal (1966)

- L'avventura, regia di Michelangelo Antonioni (1960)
- Il dominatore dei 7 mari, regia di Rudolph Maté e Primo Zeglio (1962)
- Le adolescenti (La fleur de l'âge, ou Les adolescentes), regia di Gian Vittorio Baldi, Michel Brault, Jean Rouch e Hiroshi Teshigahara (1964)
- I tre volti, episodio "Gli amanti celebri", regia di Mauro Bolognini (1965)
- Una vergine per il principe, regia di Pasquale Festa Campanile (1966)
- Kriminal, regia di Umberto Lenzi (1966)
- Melissa - miniserie TV, 2 episodi (1966)
- Le troiane - film TV (1967)
- Arabella, regia di Mauro Bolognini (1967)
- Il circolo Pickwick - serie TV, 1 episodio (1968)
- Romeo e Giulietta, regia di Franco Zeffirelli (1968)
- Amanti, regia di Vittorio De Sica (1968)
- Nero Wolfe, episodio Un incidente di caccia, regia di Giuliana Berlinguer - serie TV (1969)
- La ragazza di nome Giulio, regia di Tonino Valerii (1970)
- Fermate il mondo... voglio scendere!, regia di Giancarlo Cobelli (1970)
- Senza movente (Sans mobile apparent), regia di Philippe Labro (1971)
- Il vero e il falso, regia di Eriprando Visconti (1972)
- Forza 'G', regia di Duccio Tessari (1972)
- Lo chiameremo Andrea, regia di Vittorio De Sica (1972)
- Le orme, regia di Luigi Bazzoni (1975)
- Gli occhiali d'oro, regia di Giuliano Montaldo (1987)

## Doppiatrici
- Rosetta Calavetta in Kriminal
- Gemma Griarotti in Una vergine per il principe

## Prosa televisiva RAI
- La storia di Enrico IV di William Shakespeare, regia di Sandro Bolchi, trasmessa il 6 novembre 1961.
- Nero Wolfe, sceneggiato televisivo, regia di Giuliana Berlinguer, episodio Un incidente di caccia 1969.
- Una delle ultime sere di carnovale di Carlo Goldoni, regia di Luigi Squarzina, trasmessa il 13 gennaio 1970.
- I rusteghi di Carlo Goldoni, regia di Luigi Squarzina, trasmessa il 23 agosto 1974.